# Carabao (banda)
Carabao (en tailandés: คารา บา ว), es una banda de rock tailandesa que es muy popular en su natal Tailandia y otros países de Asia. El grupo fue formado en 1976 por estudiantes universitarios Yuenyong Opakul (AED) y Kirati Promsaka Na Sakon Nakhon (Khiao) que se reunieron mientras estudiaban en las Filipinas. Carabao proviene de la palabra del tagalo que significa "búfalo", un símbolo de lucha, de trabajo duro y paciencia. 
Son conocidos por su chiwit phuea Phleng (เพลง เพื่อ ชีวิต) o "canciones de la vida". Este tipo de música llegó a la fama a través de las canciones de protesta en la década de los años 1970 por la agitación política que pasaba en ese momento en Tailandia, en especial de la banda de Caravan una de las bandas también famosas de Tailandia, Carabao ha mezclado la acústica / estilo popular de «chiwit peua con otras formas de estilos musicales, el rock y la música country del oeste, y diversos tipos de música a mundo como la música latina y reggae, ganando las etiquetas como" rockeros étnico 'y' Reyes de Rolling 3Cha "o" piedras de Asia'4 (en alemán). MTV Asia llama "veterano". ³ 
Las canciones de Carabao hizo frente a cuestiones sociales y políticas, reclamando la justicia social y teniendo sobre las causas que la gente en común y corriente de Tailandia, pero también han creado canciones de amor y las canciones más filosóficas que tansmitieron mensajes a las personas en todas partes. Carabao es una banda amada por muchos de sus fanes o seguidores desde los inicios de su época, pero su lengua afilada y crítica abierta a los políticos corruptos, las grandes empresas y la destrucción del medio ambiente que lo convierten quizás sorprendente en lo que ha durado tanto tiempo. Por lo menos una o dos canciones en la mayoría de sus álbumes a mediados de los años 90 fueron prohibidas por el gobierno y la cobertura de la banda rara vez apareció en la televisión y radios estatales, a pesar de ello, Carabao es el grupo más popular de Tailandia en el rock de todos los tiempos .

## Miembros
- Yuenyong Opakul (Aed)
- Preecha Chanapai (Lek)
- Anupong Prathompatama (Ot)
- Thierry Mekwattana (Thierry, Ri)
- Luechai Ngamsom (Duk)
- Chuchat Nuduang (Ko)
- Khajornsak Hutawatana (Mee)
- Thepajon Phanthuphongthai (Uan)

### Miembros anteriores
- Kirati Phromsaakhaa na Sakon Nakhon (Khiao)
- Amnaat Luukjan (Pao)
- Thanit Siiklindii (Ajaan)
- Sayaphon Singthong (Nong)

## De los 26 álbumes de estudio, Vol. 1 - Vol. 26 / 1981 - 2009
| Año  | Nombre en taí   | Transcripci´´on              | En inglés                               |
| ---- | --------------- | ---------------------------- | --------------------------------------- |
| 1981 | ลุงขี้เมา          | Lung Khii Maw                | The Drunken Old Man                     |
| 1982 | แป๊ะขายขวด       | Pae Khaai Khuat              | The Old Bottle Collector                |
| 1983 | วณิพก            | Waniphok                     | The Wandering Minstrel                  |
| 1983 | ท. ทหารอดทน     | Th. Thahaan Ot Thon          | The Long-suffering Soldier              |
| 1984 | เมดอินไทยแลนด์    | Made In Thailand             | Made In Thailand                        |
| 1985 | อเมริโกย         | Ameerikooi                   | Greedy Americans                        |
| 1986 | ประชาธิปไตย      | Prachaathippatai             | Democracy                               |
| 1987 | เวลคัมทูไทยแลนด์   | Welcome To Thailand          | Welcome To Thailand                     |
| 1988 | ทับหลัง           | Thap Lang                    | The Lintel                              |
| 1990 | ห้ามจอดควาย      | Haam Chot Khwaai             | No Buffalo Parking                      |
| 1991 | วิชาแพะ          | Wicha Pae                    | The Scapegoat Lessons                   |
| 1992 | สัจจะ ๑๐ ประการ  | Satcha 10 Prakaan            | The 10 Commandments                     |
| 1993 | ช้างไห           | Chang Hai                    | The Lamenting Elephants                 |
| 1994 | คนสร้างชาติ       | Khon Saang Chaat             | The Nation Builders                     |
| 1995 | แจกกล้วย         | Chaek Kluai...               | Serving Bananas...                      |
| 1995 | หากหัวใจยังรักควาย | Haak Huachai Yang Rak Khwaai | Still Love Buffaloes                    |
| 1997 | เส้นทางสายปลาแดก | Senthaang Saai Plaa Daek     | The Route Of Plaa Daek                  |
| 1997 | เช ยังไม่ตาย      | Che Yang Mai Taai            | Che Is Still Alive                      |
| 1998 | อเมริกันอันธพาล    | Ameerikan Anthaphaan         | The Scoundrelly Americans               |
| 1998 | พออยู่พอกิน        | Phoo Juu Phoo Kin            | Life On The Subsistence Level           |
| 2000 | เซียมหล่อตือ       | Siam Lor Tue                 | The Good-looking Siamese Pig            |
| 2001 | สาวเบียร์ช้าง      | Sao Bia Chang                | Chang Beer Girl                         |
| 2002 | นักสู้ผู้ยิ่งใหญ่       | Nak Soo Poo Ying Yai         | The Great Fighter                       |
| 2005 | สามัคคีประเทศไทย  | Samakki Thailand             | Thailand United                         |
| 2007 | ๒๕ ปี ลูกลุงขี้เมา   | 25 Pee Luk Lung Khee Mao     | 25 Years - Child Of The Drunken Old Man |
| 2009 | โฮะ             | Ho                           | Mixing(In Lanna Language)               |

## Álbumes especiales
* 2003 - เมดอินไทยแลนด์ ภาค 2546 สังคายนา - Made in Thailand Paak 2546 Sang-Kai-Na - Made in Thailand Version 2003
- 2004 - ชุด โฟล์ค 'บาว - Folk Bao. 12 hits, CD + Karaoke-VCD, acoustic version, with Aed, Lek, Thierry. Dec. 2004
- 2005 - หนุ่มบาว – สาวปาน (2548) - Num Bao - Sao Parn - Young Man Bao, Young Woman Parn. With guest singer Parn Thanaporn (RS Promotion)
- 2007 - Ruam Hit 25 Pee - Bao Benjapes. 25 songs + 5 bonus tracks. 2 CDs. The 25 Years Anniversary Compilation (release: 30 Nov. 2007).
- 2007 - Carabao & Parn - ชุด หนุ่มบาว-สาวปาน สมานฉันท์ 1'000'000 + Copies Celebration Noom Bao, Sao Parn. 14 tracks, CD + Karaoke-VCD, 19 Dec. 2007 (RS)
- 2008 - Carabao & Parn - อัลบั้ม หนุ่มบาว Noom Bao - new version! 12 songs, CD + Karaoke-VCD. 20 Feb. 2008. (RS)
- 2008 - Carabao - อัลบั้ม หนุ่มบาว Remix - Vol.1, CD + Karaoke-VCD, Hip-Hop, Dance, R&B, 10 Tracks. 8 April 2008.
- 2008 - Carabao 3-Cha - คา ราบาว 3 ช่า รอบ นี้ ผี บ้า รอบ หน้า ผี บอก Rop Nii Pii Baa Rop Naa Pii Bok . CD + Karaoke-VCD - 13 tracks, 27 Nov. 2008.
- 2009 - Carabao - Hip Hop & Dance - Vol.1, CD + Karaoke-VCD + MD, 10 Tracks (e.g.: "Mae Sai" in Dance, "Duen Penn" in R&B, "Talae Jai", "Surachai 3-Cha in Dance, etc.). Jan. 2009
- 2009 - Carabao - Hip Hop & Dance - Vol.2, CD + Karaoke-VCD + MD, 10 tracks (e.g.: "Rak Torrahod" in Hip-Hop, "Khon Jon Poo Ying Yai", " Wicha Pae", "Wanipok", "Bua Loy" in Dance, etc.) Jan. 2009